# Малий Оденвальд
Малий Оденвальд (нім. Kleiner Odenwald) — південна частина низькогірного хребта Оденвальд, що піднімається до 570,3 м над рівнем моря
,
та частина природної зони Оденвальдський пісковик на північному заході Баден-Вюртембергу, Німеччина. Розташований ENE від Гайдельбергу та на південь від річки Неккар, яка відділяє Малий Оденвальд від решти Оденвальду, в його ландшафті панує пісковик, що переважає й в Північному Оденвальді.

## Географія

### Розташування
Малий Оденвальд розташований у районах Рейн-Неккар та Неккар-Оденвальд, а також у районі міста Гайдельберг.
На півночі межує — за годинниковою стрілкою — з річкою Неккар, включно з Неккаргемюндом та Ебербахом, на сході — також Неккаром, включно з Обріггаймом, на півдні — з Райхартсгаузеном, Вайбштадтом та Ешельбронном, а на заході — з Віслохом, Лайменом та Гайдельбергом, який власне лежить на Неккарі.
У його межах розташовані муніципалітети Лоббах, Бамменталь, Гайберг, Візенбах, Агластергаузен, Шварцах, Нойнкірхен та Шенбрунн.
Найважливішими водними шляхами регіону є Ельзенц, Шварцбах та Лоббах.
На схід від Малого Оденвальду розташований регіон Бауланд, на південь — Крайхгау та на заході — Верхньорейнська рівнина.
У його південно-східній частині розташована частина регіону Бруннен.

### Природна просторова класифікація та структура
Малий Оденвальд належить до основної одиниці Оденвальдський пісковик (144) в основній групі природних одиниць Оденвальд, Шпессарт і Південний Рен (№ 14) і поділяється на підодиниці Західний Малий Оденвальд (144.1) і Східний Малий Оденвальд (144.2).
На півночі ландшафт обох підодиниць веде через долину Оденвальд-Неккар (144.3) до Центрального Оденвальдcького пісковику (144.6).
На півдні основна одиниця Крайхгау (125) примикає до основної одиниці Гойплаттен-на-Неккарі та Тауберланд (№ 12).
Безпосередньо на заході Західний Малий Оденвальд примикає до підодиниці Гайсбергфус (226.1) в основній групі одиниць Північна Верхньорейнська низовина (22) та основної одиниці Бергштрассе (226).
Західний Малий Оденвальд розташований приблизно між Гайдельбергом на північному заході, Неккаргемюндом на північному сході, Мюкенлохом на сході, Візенбахом та Бамменталем на південному сході, Гауангеллохом та Майсбахом на півдні, Віслохом та Нуслохом на південно-південному заході, а також Лайменом та Рорбахом на заході.
У межах регіону знаходяться Кольгоф, Вальдгільсбах, Гайберг та Лінгенталь.
Східний Малий Оденвальд лежить приблизно між Неккаргойзергофом на північному заході, Ерсгаймом і Плойтерсбахом на півночі, Неккарвіммерсбахом і Рокенау на північному сході, Гуттенбахом і Нойнкірхеном на сході, Міхельбахом і Райхартсгаузеном на півдні, Вальдвіммерсбахом на південному заході та Мюкенлохом на заході.
У межах регіону лежать Моосбрунн, Аллемюль, Швангайм, Лейденгартергоф, Гааг та Шенбрунн.
Західний Малий Оденвальд та Східний Малий Оденвальд безпосередньо не межують один з одним, оскільки вони розділені в районі села Мюкенлох північною частиною Крайхгау, яка межує з долиною Оденвальд-Неккар безпосередньо, а не через підодиниці.

### Природний парк та геопарк
Малий Оденвальд є частиною природного парку Неккарталь-Оденвальд.
Муніципалітети, що належать до району Неккар-Оденвальд, а також частини району Рейн-Неккар, входять до складу геоприродного парку ЮНЕСКО Бергштрассе-Оденвальд, головною метою якого є розвиток геотуризму.

### Гори
Гори, височини та їх передгір'я в Малому Оденвальді включають — відсортовані за висотою в метрах над рівнем моря (м.н.м)
- Кенігштуль (570,3 м), на південний схід від Альтштадту Гайдельберга
- Геберт[de] (518,8 м), на південь від Ебербах-Неккарвіммерсбаху
- Ауераненкопф (487,8 м), на південь від Гайдельберга-Шлірбаха
- Гіршгорнберг (461,6 м), на північний захід від Обер-Шенбрунн; зі схилом до долини Унтерер-Неккарберг
- Кольбен (410,3 м), на північний-північний схід від Шенбрунн-Моосбрунн; зі схилом до долини Оберер-Неккарберг
- Гайсберг (375,7 м), на південь від Альтштадту Гайдельберга
- Неккарберге (367,9 м), на південь від Мюккенлох-Неккаргаузергоф
- Верхній міський ліс (363,0 м), на схід від Неккаргемюнда
- Оберер-Штадтвальд (325,8 м), на південний захід від Неккаргемюнда
- Гіршберг (317 мм), на північний схід від Нуслоха
- Неккаррідкопф (297,8 м), на південний захід від Неккаргемюнда в Унтерен-Штадтвальд
- Голлмут (285,1 м), на південь від Неккаргемюнда
- Зальцберг (259,3 м), на захід-південний захід від Лоббах-Лобенфельда
- Баммерцберг (250,3 м), на північ від Бамменталя

## Геологія
В Оденвальді, на північ від річки Неккар, є шари строкатого пісковику, який, окрім природного виступу каменю в ландшафті, також характеризує регіональну архітектуру.
На південь від річки Неккар передгір'я строкатого пісковику тягнуться на ширину близько 40 км у так званому Малому Оденвальді.
Хоча тут більше немає скель, історичні будівлі в містах, збудовані з регіонального каменю, що мають характерний червонуватий відтінок.
На півдні порода поступово переходить у мушлевий вапняк; тут починається інший природний регіон — Крайхгау.

## Історія
Замки Малого Оденвальду, такі як Міннебург або Шварцах, ймовірно, збудували у Високому Середньовіччі наступниками династії Штауферів; так само абатство Лобенфельд засноване на землі Гогенштауфенів.
Багато невеликих сіл у Малому Оденвальді походять від замкових хуторів або млинових поселень замків.
У більшості місць місцеве правління здійснювала регіональна знать.
Після уривання династії Гогенштауфенів, починаючи з XIII століття, регіон значною мірою перейшов під оруду курфюрстства Пфальц, чиї володіння там були об'єднані в Штюбер-Цент у складі оберамту Гайдельберг, чий Зентський суд засідав у Райхартсгаузені.